# Revolution Roulette
Revolution Roulette é o terceiro álbum de estúdio da banda de rock finlandesa Poets of the Fall. Ele foi lançado em 2008 com o selo Insomniac.

## Faixas
Todas as faixas escritas e compostas por Markus Kaarlonen, Marko Saaresto e Olli Tukiainen. 
| N.º            | Título                      | Duração |  |
| 1.             | "More"                      | 4:01    |  |
| 2.             | "The Ultimate Fling"        | 6:55    |  |
| 3.             | "Revolution Roulette"       | 6:17    |  |
| 4.             | "Psychosis"                 | 4:23    |  |
| 5.             | "Fragile"                   | 4:08    |  |
| 6.             | "Clevermind"                | 3:38    |  |
| 7.             | "Miss Impossible"           | 3:52    |  |
| 8.             | "Diamonds for Tears"        | 4:07    |  |
| 9.             | "Passion Colors Everything" | 3:51    |  |
| 10.            | "Save Me"                   | 3:31    |  |
| 11.            | "Where Do We Draw the Line" | 5:09    |  |
| Duração total: | Duração total:              | 51:06   |  |

## Créditos Musicais
- Marko "Mark" Saaresto: voz
- Olli "Ollie" Tukiainen: guitarra, violão
- Markus "Captain" Kaarlonen: teclados e efeitos

### Músicos de apoio
- Jaska "Daddy" Mäkinen: guitarra rítmica
- Jani Snellmann: baixo
- Jari Salminen: bateria

## Desempenho nas Paradas Musicais e Certificações

### Álbum
| Ano  | País      | Certificadora | Posição | Certificações | Vendas  |
| ---- | --------- | ------------- | ------- | ------------- | ------- |
| 2006 | Finlândia | IFPI FIN      | #1      | ouro          | 10.000+ |

### Singles
| Single             | Data de lançamento     | Paradas musicais | Certificações |
| ------------------ | ---------------------- | ---------------- | ------------- |
| The Ultimate Fling | 6 de Fevereiro de 2008 | #2               | -             |
| Diamonds for Tears | 21 de Maio de 2008     | #13              | -             |